# Джек Бротон
Джек Бротон (англ. Jack Broughton; бл. 1704 — 6 січня 1789) — англійський кулачний боксер, автор перших загальновизнаних правил боксу. Правила Бротона були опубліковані 16 серпня 1743 і пізніше лягли в основу правил Лондонського призового рингу 1838 року.
Відомості щодо походження Бротона розходяться: народився в Лондоні або Глостерширі. Працював у лондонському порту ліхтером. У 1730 році він виграв великі щорічні перегони на Темзі.
Протягом 1730-х років, виступаючи в амфітеатрі Джеймса Фіга, заробив значну репутацію як напів-професійний боксер. Хоча записи боїв велися не часто, немає ніяких доказів, що Бротон коли-небудь програвав бій. Завдав важкої поразки Джорджу Тейлору, який був головою амфітеатру Фіга після смерті останнього.

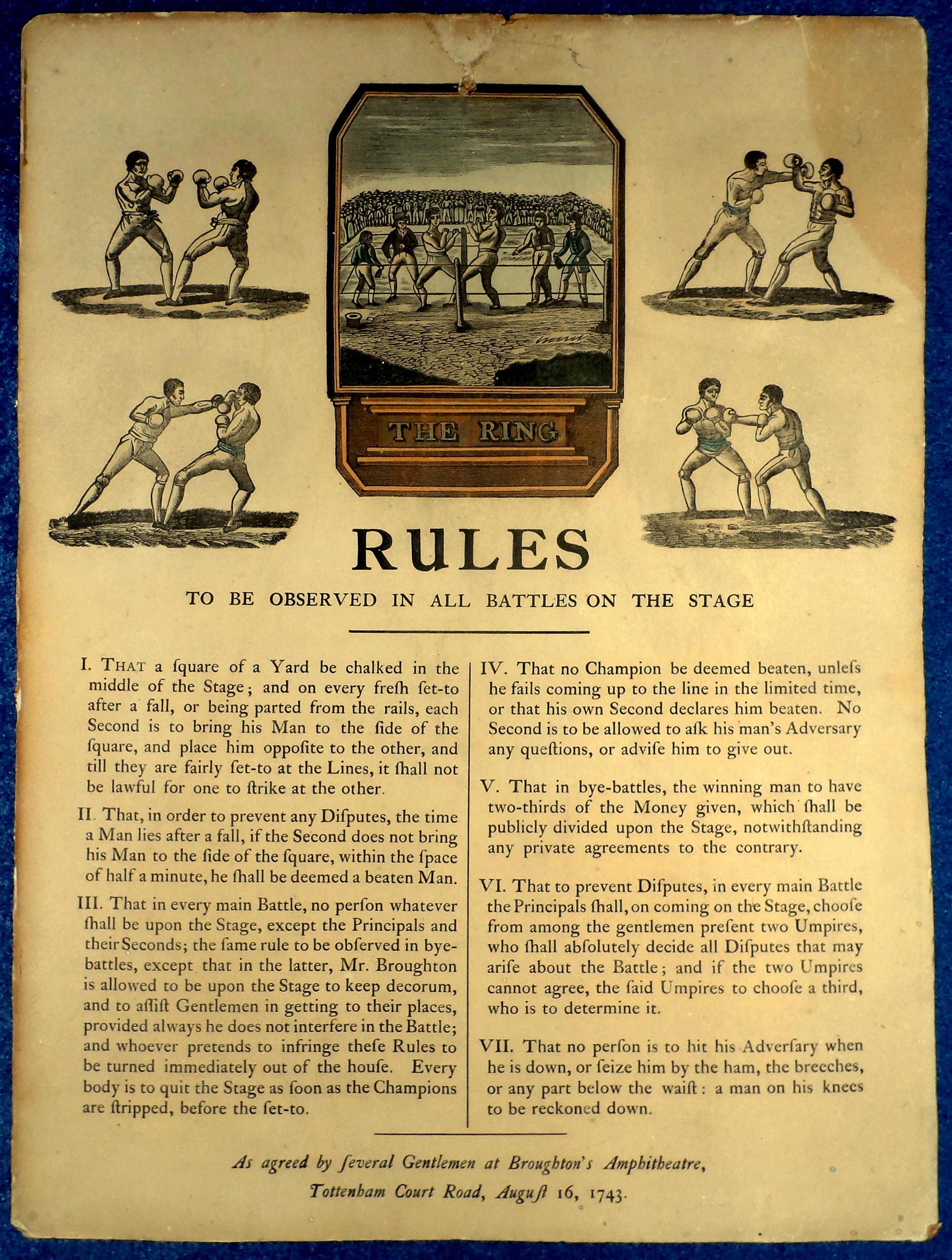
Правила Бротона

В 1743 році за допомогою покровителів відкрив власний амфітеатр — недалеко від Оксфорд-стріт — і незабаром вийшов у відставку.
У 1750 Бротон повернувся на ринг, щоб врегулювати суперечку з Джеком Слеком, онуком Джеймса Фіга, який нібито образив Бротона. Незважаючи на те, що Бротон був набагато старшим, ніж його опонент, він вважався явним фаворитом. Однак, незважаючи на потужний старт, після 14 хвилин боротьби Бротон пропустив сильний удар між очей і через набряк не міг бачити суперника, тому повинен був припинити бій. Герцог Камберленд, син короля і покровитель Бротона, втратив на матчі £ 10 000, вмовив Бротона завершити кар'єру. Це в кінцевому підсумку призвело до закриття в 1753 або 1754 році амфітеатру Бротона. Після закриття амфітеатру Бротон продовжував навчання молодих боксерів до самої своєї смерті.
Залишив своїй родині коштовний — близько £ 6000 — маєток.